# Nodozana rubripuncta
Nodozana rubripuncta är en fjärilsart som beskrevs av Rothschild 1913. Nodozana rubripuncta ingår i släktet Nodozana och familjen björnspinnare. Inga underarter finns listade i Catalogue of Life.